# Pätz

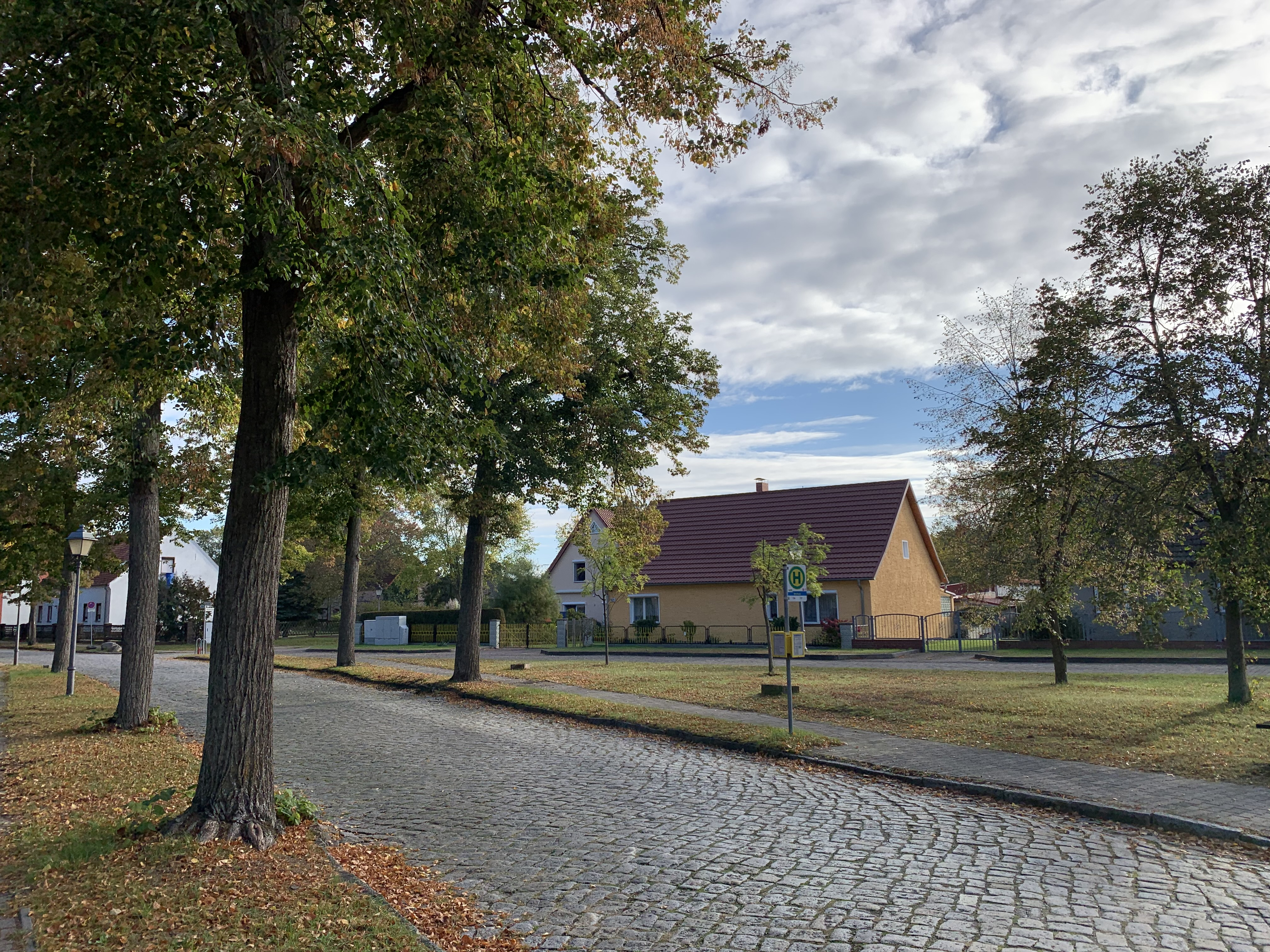
Dorfanger von Pätz

Pätz ist ein Ortsteil der amtsfreien Gemeinde Bestensee im Landkreis Dahme-Spreewald in Brandenburg.

## Geographie
Pätz liegt südöstlich von Berlin an der Bundesstraße 179, die Berlin mit dem Spreewald verbindet. Pätz liegt südöstlich des Hauptortes Bestensee und südlich von Glunzbusch am Pätzer Vordersee. Pätz ist eingebettet in ein Endmoränengebiet der Weichseleiszeit. Die abgelagerten Sande wurden vom Pätzer Kiesberg z. B. auf Dahme und Spree für den Bau nach Berlin transportiert. Die mit 77 Metern höchste Erhebung, die durch die Eiszeit entstanden ist, liegt am Pätzer Hintersee und heißt Kahlkopf, da der Hügel lange Zeit nicht bewaldet war.

## Geschichte und Etymologie

### 14. bis 17. Jahrhundert

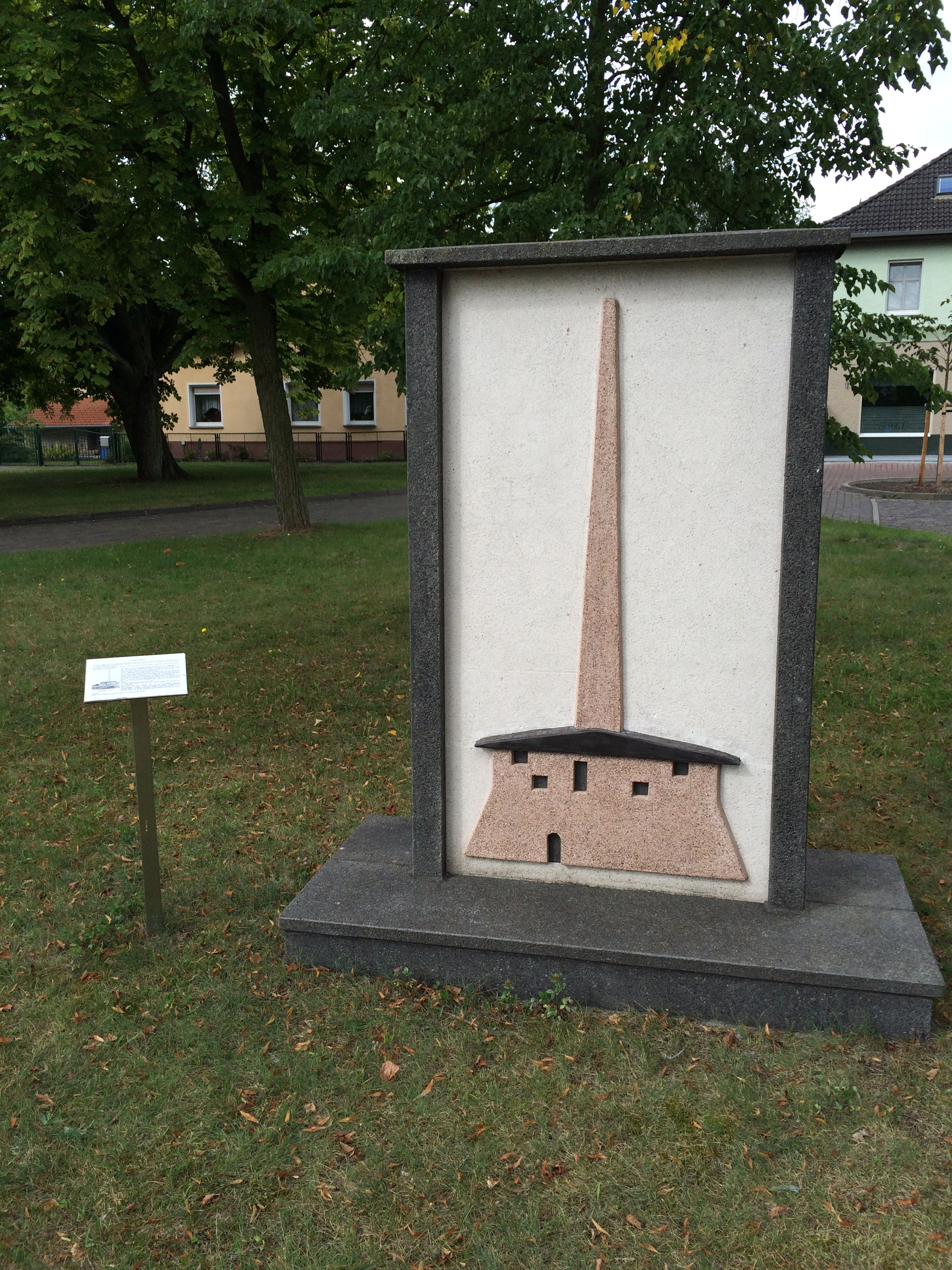
Ziegeleidenkmal am Dorfanger

1975 wurden bei Ausgrabungen keramische Fundstücke entdeckt, die vermuten lassen, dass die Region bereits im 10., nachweislich jedoch im 14. Jahrhundert besiedelt war. Der Rundling wurde unter dem Namen Petze erstmals urkundlich am 4. März 1499 erwähnt, als er für 500 Gulden an den ehrbarn Albrecht Krachten Magdalenen seiner Hausfrauen und Anna irer Tochter verkauft wurde. Während des Mittelalters war Pätz Teil des Schenkenländchens; bis 1952 gehörte es zum Landkreis Teltow, danach zum Kreis Königs Wusterhausen. Der Ortsname geht wahrscheinlich auf die slawische Bezeichnung für Sand (z. B. sorbisch pěsk) zurück, könnte aber auch auf pec für „Höhle“ oder „Grotte“ als Bezeichnung für ein Runddorf zurückzuführen sein.
1624 lebten im Ort 15 Hufner, fünf Kötter sowie ein Hirte. Es gab noch keine eigene Schmiede; bei Bedarf kam ein Laufschmied nach Pätz. Die Gemarkung war 16 Hufen groß. Der Schulze besaß davon zwei Hufen und musste zwei Taler und 18 Groschen an Schoss bezahlen. Jeder Hufner musste einen Taler, jeder Kötter 12 Groschen bezahlen. Der Schmied sowie der Hirte gaben einen Gulden. Im Dreißigjährigen Krieg wurde Pätz schwer verwüstet und erholte sich nur sehr langsam von den Kriegseinwirkungen. 1652 lebten lediglich der Setzschulze sowie fünf Bauern im Ort.

### 18. Jahrhundert
Aber auch noch 1705 waren die Kriegseinwirkungen zu spüren: Es gab zwar ein Meier- und Fischerhaus, doch von den 15 Bauernhöfen lagen noch acht nach wie vor wüst. Ähnlich sah es bei den fünfeinhalb Kötterhöfen aus, von denen noch drei wüst waren. Der zuvor vorhandene Erbbaukrug war noch nicht wieder aufgebaut. 1711 gab es in Pätz zwölf Giebel (= Wohnhäuser), darunter auch den Hirten. Sie gaben für die 16 Hufen je vier Groschen Abgaben. Erst 1717 verzeichnete die Statistik wieder acht besetzte Bauernhöfe und vier Kötterhöfe. Es gab mittlerweile zwei Hausleute, allerdings auch nach wie vor noch drei wüste Bauernhöfe. Bis 1739 war Pätz nach Schenkendorf eingekircht, besaß also nie eine eigene Kirche. Seit dieser Zeit wird der Ort von Gräbendorf aus seelsorgerisch betreut. Im Jahr 1745 gab es elf Bauernhöfe und zwei Kötter. Der Krug war wiedererrichtet; neu hinzugekommen war ein Forsthaus. Bis 1771 war der Gebäudebestand auf 14 Giebel angewachsen. Sie zahlten weiterhin je vier Groschen pro Hufe an Angaben.

### 19. Jahrhundert
Zu Beginn des 19. Jahrhunderts erlebte Pätz einen touristischen Aufschwung als Berliner zur Erholung in den Ort kamen; es entstanden Gasthöfe und Unterkünfte. Dies veränderte sich Ende des 19. Jahrhunderts, als bedeutende Tonvorkommen entdeckt wurden – ein begehrter Rohstoff nicht nur im stetig wachsenden Berlin. Der Abbau erfolgte beispielsweise in einer Grube, die im 21. Jahrhundert als Tonsee noch erhalten geblieben ist. Daneben wurde auch Kies abgebaut. Im Jahr 1801 gab es das Dorf und eine Schäferei. Dort lebten 14 Ganzbauern, sechs Büdner, sieben Einlieger und der Krüger. In Summe bestanden 27 Feuerstellen (=Haushalte). 1831 wurde der Friedhof eingeweiht, nachdem zuvor die Bestattungen in Gräbendorf durchgeführt wurden. Die Einwohner lebten zu dieser Zeit überwiegend von der Landwirtschaft und dem Fischfang. Bis 1840 war das Dorf mit der Schäferei Hammelstall auf 29 Wohnhäuser angewachsen. Im Jahr 1858 bestanden 14 Bauernhöfe, die 27 Knechte und Mägde sowie einen Tagelöhner beschäftigten. Es gab 18 nebengewerbliche Landwirte, 34 Arbeiter und sechs Personen Gesinde. In Pätz gab es 32 Besitzungen. Der größte Hof war 669 Morgen groß. Elf weitere Höfe waren zusammen 3724 Morgen groß, zwei weitere zusammen 524 Morgen. 13 Höfe waren zwischen fünf und 30 Morgen groß (zusammen 127 Morgen), fünf weitere zusammen zehn Morgen. Mittlerweile hatten sich in Pätz auch zahlreiche Gewerke angesiedelt. Es gab zwei Schneidermeister, drei Zimmergesellsen und zwei Lehrlinge, einen Maurergesellen sowie den Krug. Die Statistik verzeichnet jedoch auch elf Personen, die als „Arme“ bezeichnet wurden. 1860 bestand das Dorf aus einem öffentlichen, 34 Wohn- und 66 Wirtschaftsgebäuden. Aus dem Jahr 1887 ist überliefert, dass Pätz eine Feuerlöschspritze besaß.

### 20. Jahrhundert

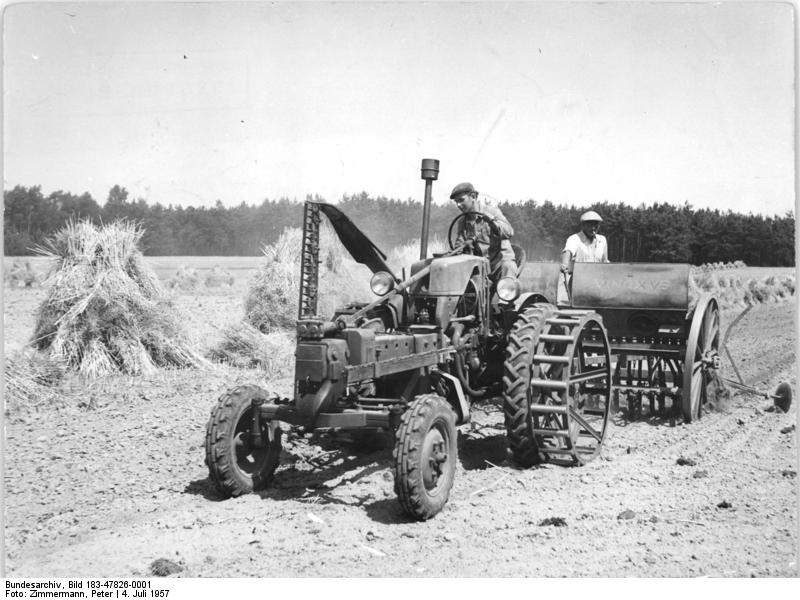
Aussaat in Pätz, 1957

Im Jahr 1900 gab es in Pätz 74 Häuser; der Bestand wuchs auf 83 Wohnhäuser im Jahr 1931 an. 1912 entstand mit der Lindenstraße die erste mit Kopfsteinpflaster befestigte und mit seitlichen Linden bepflanzte Verbindung des Dorfes mit der Bundesstraße 179. 1925 gründete sich die Freiwillige Feuerwehr und errichtete 1929 ein Feuerwehrdepot in der Depotstraße. Im gleichen Jahr wurden etwa 430 Hektar aus dem Gutsbezirk Königs Wusterhausener Forst einschließlich der Försterei Sauberg eingemeindet. 1932 bestand Pätz neben dem Dorf aus den Wohnplätzen Liepe, Rotes Haus sowie dem Forsthaus Sauberg. Dem Unternehmer Schrobsdorff gehörte in den 1920er Jahren die um 1906 erbaute Pätzer Ziegelei (Heise & Schrobsdorff) sowie große Ländereien in der Umgebung. Die Ziegelei beschäftigte nicht nur Einheimische, sondern auch Arbeiter aus polnischen Gebieten und Westfalen. Die Ziegel wurden über eine Bahnstrecke, die am Dolgensee vorbeiführte, schließlich auf der Dahme verschifft. 1941 wurde die Produktion eingestellt und das Gelände von 1943 bis 1945 als Auslieferungslager für Fahrzeuge der Schutzstaffel genutzt. Daneben existierte in derselben Zeitspanne auf dem Gelände ein Gefangenenlager, in dem russische Soldaten inhaftiert waren. Im Jahr 1941 gab es neben der Gemeinde das Chausseehaus Pätz, den Wohnplatz Jugendherberge Dubrowberg und die Ziegelei Pätz.  Nach dem Ende des Zweiten Weltkrieges wurde der Schornstein der Ziegelei am 25. Mai 1949 gesprengt. Am Dorfanger erinnert eine Plastik von Detlef Schulz mit einer Informationstafel aus dem Jahr 2009 an das Bauwerk und seine Geschichte. Im Rahmen der Bodenreform in der SBZ wurden 243 Hektar Fläche enteignet und 148 davon aufgeteilt. 39 Bauern erhielten zusammen gerade einmal 35 Hektar, 52 Bauern zusammen 92 Hektar. Ein weiterer Betrieb erhielt zehn Hektar, sechs Altbauern wurden auf elf Hektar aufgestockt. Im Jahr 1950 gab es in Pätz neben dem Dorf die Wohnplätze Dudel und Gärtnerei Dörrfeld. Zur Zeit der DDR befand sich von 1961 bis 1990 im Nordosten der Gemarkung das Hauptkommando der Grenztruppen der DDR. Das Gelände wird im 21. Jahrhundert von einem Bildungsdienstleister genutzt. Im Jahr 1958 gründete sich eine LPG vom Typ I mit zunächst neun Mitgliedern und 26 Hektar Fläche. Sie wurde 1959 in einen Typ III umgewandelt. Ein Jahr später bestand sie aus 32 Mitgliedern mit 166 Hektar Fläche. Daneben gab es eine LPG Typ I mit 20 Mitgliedern und 100 Hektar Fläche, die 1968 mit der LPG III vereinigt wurde. 1970 wurde Liepe ein Ortsteil von Pätz. 1973 bestanden die LPG sowie das Forsthaus Sauberg.
Die Schriftstellerin Angelika Schrobsdorff beschrieb in ihren Erinnerungen Du bist nicht so wie andere Mütter den Ort südlich von Königs Wusterhausen, der im Naturpark Dahme-Heideseen liegt. Das ehemalige Sommerhaus der Familie samt Gartengrundstück überschrieb sie der Gemeinde Pätz, deren Verwaltung das Haus nutzte.
1992 schloss es sich mit elf anderen Gemeinden zum Amt Friedersdorf zusammen. Bei der Gemeindegebietsreform 2003 wurde Pätz per Gesetz in die Gemeinde Bestensee eingegliedert.

## Bevölkerungsentwicklung
| Jahr      | 1734 | 1772 | 1801 | 1840 | 1858 | 1895 | 1925              | 1939 | 1946 | 1964 | 1971 |
| Einwohner | 110  | 134  | 138  | 182  | 270  | 340  | 510 und Liepe: 26 | 781  | 853  | 764  | 692  |

## Sehenswürdigkeiten

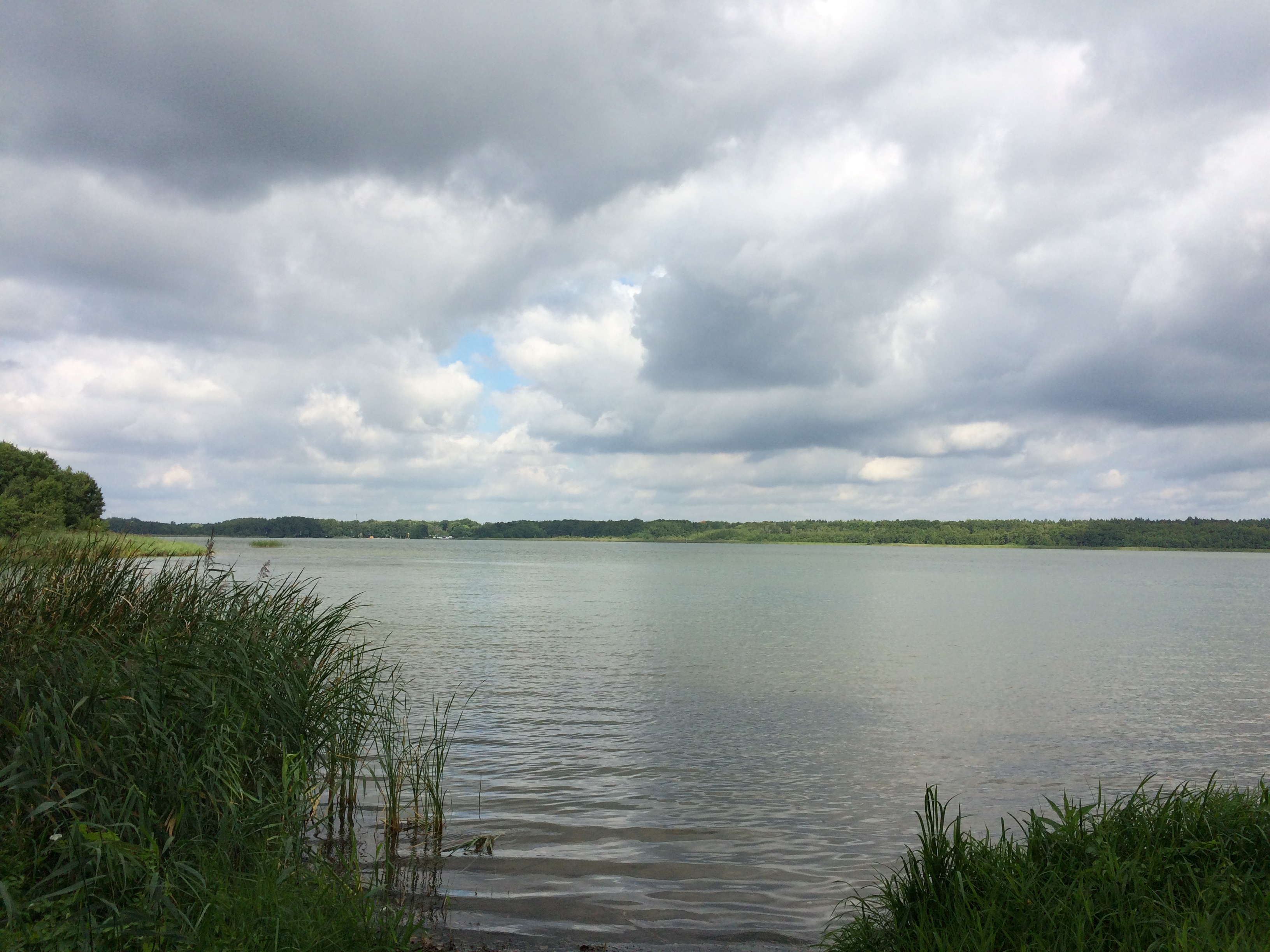
Pätzer Vordersee

- Evangelische Kirche Pätz, eine ehemalige Erbbegräbnisstätte der Berliner Rechtsanwaltsfamilie Wäsch. Das Gebäude wurde in den Jahren 1955 bis 1957 umgebaut und ein Glockenturm errichtet.
- Schrobsdorff-Haus
- Pätzer Vordersee, Pätzer Hintersee und Tonsee
- Naturschutzgebiet Pätzer Kiesgrube
- Auf dem Flur des Ortsteils Pätz liegt an der B179 ein Meilenstein „V MEILEN bis BERLIN“, der auf der Liste der Baudenkmale in Bestensee verzeichnet ist.

## Wirtschaft und Infrastruktur

### Wirtschaft
Im Ortsteil arbeiten mehrere Handwerksunternehmen, ein Getränkehandel, ein Naturhof, eine Imkerei sowie ein Unternehmen, das Kies abbaut. Daneben existieren einige gastronomische Einrichtungen ein Kleingewerbetreibende, die unter anderem Unterkünfte für Touristen anbieten. Zwei Ärzte und eine Tierarztpraxis stellen die medizinische Versorgung sicher.

### Verkehr
Durch den Ort verläuft in Nord-Süd-Richtung die Bundesstraße 179, die Pätz mit dem Gemeindezentrum und Märkisch Buchholz verbindet. Über die nördliche der Gemarkung verlaufene Bundesstraße 246 wird die Anschlussstelle Bestensee der Bundesautobahn 13 erreicht.
Die Buslinien 724 und 727 der Regionalen Verkehrsgesellschaft Dahme-Spreewald verbinden den Ortsteil mit Streganz und Königs Wusterhausen.

## Bildung und Vereinswesen
- Waldkindergarten Pätz
- Gemeindebibliothek
- Technologie- und Berufsbildungszentrum Königs Wusterhausen gGmbH
- In Pätz engagieren sich der Gewerbeverein Bestensee e. V., die Feuerwehr Pätz, die Volkssolidarität OG Pätz e. V. sowie der Heimatverein Pätz e. V.

## Regelmäßige Veranstaltungen
- Zempern zu Fasching
- Pätzer Kinderfest
- Pätzer Sommerfest
- Pätzer Adventsfeuer
- Pätzer Osterfeuer
- Pätzer Frühlingsmarsch

## Persönlichkeiten
- Harald Effenberg (* 1957), Schauspieler
- Walter Kirsche (1920–2008), Anatom
- Hans Gruhne (* 1988), Skullruderer
- Angelika Schrobsdorff (1927–2016), Schriftstellerin
- Jochen Weigert (1922–1950), FDJ-Funktionär, nach ihm war die FDJ-Schule benannt